# 弗莱尔斯莱里尔
弗莱尔斯莱里尔（法語：Flers-lez-Lille，法語發音：[flɛʁs le lil]，意为“里尔附近的弗莱尔斯”）是法国北部省的一个旧市镇。1970年，弗莱尔斯莱里尔与邻近的两个市镇合并为市镇阿斯克新城。

## 地理
弗莱尔斯莱里尔（50°38'10.0"N, 3°7'45.0"E）位于法国上法蘭西大區北部省，该省份为法国最北部的省份及最长的省份，西北濒北海，西接加来海峡省，南至埃纳省和索姆省，东与比利时接壤。
与弗莱尔斯莱里尔接壤的市镇（或旧市镇、城区）包括：阿纳普。
弗莱尔斯莱里尔的时区为UTC+01:00、UTC+02:00（夏令时）。

## 行政
弗莱尔斯莱里尔的邮政编码为，INSEE市镇编码为59235。

## 人口
弗莱尔斯莱里尔于1968年时的人口数量为10561人。